# Лаупен
Лаупен (нім. Laupen) — місто  в Швейцарії в кантоні Берн, адміністративний округ Берн-Міттельланд.

## Географія
Місто розташоване на відстані близько 18 км на захід від Берна.
Лаупен має площу 4,1 км², з яких на 25,6% дозволяється будівництво (житлове та будівництво доріг), 39,3% використовуються в сільськогосподарських цілях, 30,2% зайнято лісами, 4,9% не є продуктивними (річки, льодовики або гори).

## Демографія
2019 року в місті мешкало 3168 осіб (+12,6% порівняно з 2010 роком), іноземців було 15,8%. Густота населення становила 767 осіб/км².
За віковим діапазоном населення розподілялося таким чином: 18,7% — особи молодші 20 років, 57,8% — особи у віці 20—64 років, 23,5% — особи у віці 65 років та старші. Було 1509 помешкань (у середньому 2,1 особи в помешканні).
Із загальної кількості 1245 працюючих 14 було зайнятих в первинному секторі, 166 — в обробній промисловості, 1065 — в галузі послуг.